# Aars-Arden-Øster Hurup Jernbane
Aars-Arden-Øster Hurup Jernbane var en jernbanestrækning, der var med i den store jernbanelov fra 1918, men ikke blev anlagt.
Der var i Østhimmerland store planer om en havn i Øster Hurup, som skulle have dampskibsforbindelse med Hundested og betjene det meste af Himmerland via tilsluttende jernbaner. Samme jernbanelov indeholdt også en sidebane til Aalborg-Hadsund Jernbane fra Skelund til Als, eventuelt til Øster Hurup - den blev heller ikke anlagt.
Banen skulle bestå af to strækninger, der blev drevet af hver sit selskab: Aars-Arden og fra Arden til et punkt på Aalborg-Hadsund Jernbane (senere konkretiseret til Bælum), eventuelt til Øster Hurup. I alt skulle banen være 64,6 km lang og have 11 stationer.

## Planlagte standsningssteder
- Aars - forbindelse med Himmerlandsbanerne og Aalborg-Hvalpsund Jernbane
- Giver
- Sønderup
- Haverslev - krydsning af den ligeledes skrinlagte Aalborg-Nørager Jernbane
- Mejlby
- Ravnkilde
- Arden - krydsning af Randers-Aalborg Jernbane
- Rostrup
- Astrup
- Tisted
- Terndrup
- Bælum - krydsning af Aalborg-Hadsund Jernbane
- Øster Hurup - forbindelse med den ca. 9 km lange og ligeledes skrinlagte jernbane Skelund-Buddum-Als-Helberskov-Øster Hurup

Desuden var der planlagt 7 trinbrætter: Bistedbro, Nysum, Gandrup, Lundgård, Vrå, Solbjerg Enge og Haslevgård. I Arden ville DSB ikke acceptere en krydsning i niveau, så banen skulle føres under statsbanen i en viadukt, og stationen ville blive en rebroussementsstation. Krydsningerne i Haverslev og Bælum skulle være i niveau.
Der blev udstedt eneretsbevilling 28. maj 1919, banen blev udstukket, og i 1920 foretog man besigtigelse og drøftede lokale ønsker med kommunerne. Selvom man var kommet så langt, fandt det nedsatte forretningsudvalg, at baneplanerne burde stilles i bero i lyset af de vanskelige økonomiske forhold og opblomstringen af bil- og fragtmandsruter. Også jernbanekommissionen fra 1923, som skulle vurdere lovens projekter, frarådede anlæg af denne bane.